# Ramallah
Ramallah (arab. ‏رام الله‎, Rām Allah) – miasto w środkowej Palestynie, ok. 15 km na północ od Jerozolimy. Jedno z największych miast na Zachodnim Brzegu Jordanu i de facto stolica Palestyny – siedziba władz Autonomii Palestyńskiej. Według danych szacunkowych Palestyńskiego Centralnego Biura Statystycznego w 2016 roku miejscowość liczyła 35 140 mieszkańców.

## Historia
Ramallah został założony około 1550 roku przez arabskich chrześcijan przybyłych z Jemenu i aż do początku XX wieku był niewielką miejscowością rolniczą. W 1908 roku uzyskał prawa miejskie. Początkowo zamieszkany przez chrześcijan, po wojnie żydowsko-arabskiej w 1948 roku muzułmańscy uchodźcy z Izraela zaczęli osiedlać się w mieście. W 1967 wojska izraelskie zajęły miasto, lecz zostało ono odbite podczas pierwszej intifady (1987). W 1995 Ramallah oficjalnie stał się częścią Autonomii Palestyńskiej.

## Współpraca
Miejscowości partnerskie:
- Birmingham, Wielka Brytania
- Liège, Belgia
- Trondheim, Norwegia